# Alosa sphaerocephala
Alosa sphaerocephala é uma espécie de peixe da família Clupeidae no ordem dos Clupeiformes.

## Morfologia
Os machos podem atingir 25 cm de comprimento total.
Dentes bem desenvolvidas em ambas mandíbulas.

## Reprodução
Desova ao norte e ao leste do mar Cáspio desde meados de maio até finais de junho, a temperaturas entre 18-20º C e a 3 m de profundidade aproximadamente. Os alevínos transladam-se para o sul no outono (mais tarde que os demais clupéidos).

## Distribuição geográfica
Encontra-se no mar Cáspio.